# TERRADA ART COMPLEX
TERRADA ART COMPLEX（テラダ アート コンプレックス）は、寺田倉庫が運営する、東京・天王洲にあるアートの複合施設。

## 概要
2016年9月に現在アートの複合施設として天王洲にオープン。倉庫をリノベーションした空間に、6つのギャラリー児玉画廊｜天王洲、URANO、山本現代、ユカ・ツルノ・ギャラリー、SCAI PARK、KOSAKU KANECHIKAが入居している。また、大型作品にも対応できるギャラリースペース「TAC GALLERY SPACE」、美術品の物流総合サービスを提供する「TERRADA ART ASSIST株式会社」、アーティストのためのアトリエスペース「TAC ART STUDIO」、美術品の修復保存に関わる技術者を育成する横浜美術大学天王洲サテライトが入居している。

## 入居ギャラリー
3階
- KOTARO NUKAGA
- 児玉画廊 | 天王洲
- Yuka Tsuruno Gallery
- Takuro Someya Contemporary Art | TSCA

4階
- ANOMALY

5階
- SCAI PARK
- KOSAKU KANECHIKA

## アクセス・開館情報
アクセス
- 東京臨海高速鉄道りんかい線・天王洲アイル駅「B出口」より徒歩約8分
- 東京モノレール羽田空港線・天王洲アイル駅「中央口」より徒歩約11分

営業時間
- 火・水・木・土 11：00～18：00　金 11：00～20：00
- 日・月・祝 定休